# Transitiespijt
Transitiespijt is een term voor spijt die transgender personen of transseksuelen tijdens of na hun transitie hebben van de aangegane behandeling. Uit een aantal onderzoeken blijkt dat dit voorkomt in circa 1% van de gevallen. Dit is een relatief laag percentage vergeleken met andere medische behandelingen. Een meta-analyse van 27 onderzoeken over 7928 respondenten bevestigde dit spijtpercentage van 1%, maar concludeerde ook dat er nog nader onderzoek uitgevoerd diende te worden.
Het thema 'spijt van genderbevestigende zorg' is een gepolitiseerd onderwerp; tegenstanders schilderen de spijtpercentages vaak af als een heel ernstig probleem. In de Verenigde Staten voerden conservatieve beleidsmakers spijt aan als reden om de genderbevestigende zorg in 24 staten in te perken of helemaal te verbieden.
Conservatieven proberen de genderbevestigende zorg onder druk te zetten door veel aandacht te genereren voor de verhalen van mensen met spijt van hun transitie, waarbij ze geen acht slaan op de standpunten van transgender mensen en medisch experts.

## Rechtszaken
In Engeland spande een ex-patiënt een rechtszaak aan tegen het NHS Gender Identity Development Service, wat bekend werd als "Bell v Tavistock". In de Verenigde Staten liepen er van 2022 tot 2024 ook inmiddels vijf soortgelijke rechtszaken van spijtoptanten. In 2022 werd er in Australië een rechtszaak aangespannen. Ook in Canada is in 2023 de eerste rechtszaak aangespannen.

## Woord van het jaar
Van Dale nomineerde transitiespijt voor de "woord van het jaar"-verkiezing van 2024. Volgens Van Dale werden er vervolgens oproepen geplaatst op sociale media om wel of niet op bepaalde woorden te stemmen (dat ging met name om de woorden 'transitiespijt' en 'pieperaanval'). Enkele afdelingen van het COC hadden opgeroepen om niet op het woord te stemmen. Anderen riepen (daarom) juist op om wèl op het woord te stemmen. Volgens Van Dale was de verkiezing daardoor politiek, wat niet de bedoeling van de verkiezing zou zijn, en was er een "zeer onprettige maatschappelijke discussie" ontstaan. Daarom annuleerde Van Dale de publieke stemming. Ook op dit besluit van Van Dale kwam kritiek.